# Волга (радиостанция)
Радиостанция «Волга» (нем. Radio Wolga) — радиостанция для солдат Советской армии, дислоцированных в бывших ГДР,  Чехословакии и Польше.  Вещала на русском языке, с 1992 года на немецком.

## Вещательная станция
Радиостанция «Волга» была расположена в Потсдаме и вещала с радиостанции Кёнигс-Вустерхаузен около Берлина, а также с AM-передатчика около Магдебурга.
С 1967 по 1976 год радиостанцией «Волга» использовалась 350-метровая вышка SL-3, расположенная в 2,2 километрах от передатчика. После обрушения в 1976 году вместо неё использовалась одна из двух 210-метровых стальных трубчатых мачт, установленных там же. Радиостанция первоначально вещала на длинноволновой частоте 263 кГц.

## Программы
Помимо передач для советских солдат, дислоцированных в ГДР, радиостанция «Волга» также транслировала передачи на немецком языке с Московского радио. После объединения Германии в 1990 году время радиовещание было сдано в аренду немецкоязычной информационной станции Radioropa Info, вещавшей на частоте 263 кГц 1141 м.

## Закрытие
После вывода российских войск из Германии радиостанция «Волга» прекратила вещание в июне 1994 года. Radioropa Info получила её частоту вещания, транслируя с конца 1994 года по 2000 год сначала из Дауна, а затем из Лейпцига.